# Imperator (rimska titula)
Imperator je titula koja je u starom Rimu u doba Republike označavala vojnog zapovjednika s teritorijalnom nadležnošću. Naziv dolazi od izraza imperium, koji je tada označavao nečiju nadležnost, ali i bogatstvo i moć. Od vremena Carstva izraz imperator postaje cognomen rimskih careva. Iako bi povremeno naziv imperator nosili i članovi carske porodice, s vremenom se počeo gotovo isključivo koristiti kao službena titula. U Istočnom Carstvu se na grčki prevodio kao autokrator, prije nego što ga je zamijenio basileus (kralj).
Nastojeći se povezati s iščezlim Rimskim Carstvom, Karlo Veliki je 800. za sebe uzeo titulu imperator, te je prenio na buduće monarhe Svetog Rimskog Carstva. Titulu su poslije koristili austrijski monarsi, a od vremena Petra Velikog - koji je Rusiju i preko nove titule nastojao povezati sa Zapadom i rimskom tradicijom - i ruski carevi.
S vremenom je u mnogim jezicima izraz imperator postao istovjetan izrazu car, odnosno od njega potiče riječi za "car" u tim jezicima (engleski emperor, francuski empereur).
U doba Republike označavala je vojnog komandanta s teritorijalnom nadležnošću. Naziv dolazi od izraza imperium, koji je tada označavao nečiju nadležnost, ali i bogatstvo i moć. Od vremena Carstva izraz imperator postaje cognomen rimskih careva. Iako bi povremeno naziv imperator nosili i članovi carske porodice, s vremenom se počeo gotovo isključivo koristiti kao službena titula. U Istočnom Carstvu se na grčki prevodio kao autokrator, prije nego što ga je zamijenio basileus (kralj).
Nastojeći se povezati s iščezlim Rimskim Carstvom, Karlo Veliki je 800. za sebe uzeo titulu imperator, te je prenio na buduće monarhe Svetog Rimskog Carstva. Titulu su poslije koristili austrijski monarsi, a od vremena Petra Velikog - koji je Rusiju i preko nove titule nastojao povezati sa Zapadom i rimskom tradicijom - i ruski carevi.
S vremenom je u mnogim jezicima izraz imperator postao istovjetan izrazu car, odnosno od njega potiče riječi za "car" u tim jezicima (engleski emperor, francuski empereur).